# Namazgjah (Elbasan)
Der Namazgjah (albanisch auch Namazgjahu oder Namazgjaja) war ein Freiluft-Gebetsplatz (Namazgâh bzw. Musallā) in der mittelalbanischen Stadt Elbasan. Der für die örtlichen Muslime bedeutende Platz wurde für Gebete in großen Gruppen genutzt, existiert aber heute nicht mehr. Er befand sich im Süden der Innenstadt außerhalb der Festungsmauern.
In Richtung Mekka standen mehrere Objekte aus Stein, so ein Mihrab und Minbar mit Treppe. Das ganze Gelände war von einer Umfassung aus Stein und Holz umgeben. Auch ein Brunnen gehörte dazu.
Der Namazgjah von Elbasan gilt als erster solcher Gebetsplatz des Landes. Der Name leitet sich vom türkischen Wort namaz für das rituelle islamische Gebet ab. Evliya Çelebi berichtete von seinem Besuch in Elbasan im Jahr 1662, dass 57 Zypressen den Platz umgeben hätten. Er bezeichnete den Namazgâh als „seltene Schönheit, wo die Wiese, die ergrünt wie Samt, von den […] größten und schönsten Zypressen umgeben ist“ (Evliya Çelebi).
Auch später wurde der Namazgjah von Durchreisenden beschrieben;

« L'endroit le plus révéré de la ville est une grande place carrée, bordée sur toutes ses faces d'un rang de cyprès. Ces vieux arbres énormes lui font quatre murs épais et hauts, avec une seule entrée; dans l'angle vers la Mecque, des tapis et une arcade de bois doré abritent le member et le mihrab. Ce doit être la plus vieille mosquée d'Elbassan, le lieu où le premier iman, au soir de la conquête, lança le premier appel vers Allah. C'est encore ici que tout l'été, pour leur Ramazan et leur Bairam, les Musulmans se réunissent. »

„Der am meisten verehrte Ort der Stadt ist ein großer quadratischer Platz, auf allen Seiten von einer Reihe Zypressen umgeben. Diese mächtigen alten Bäume geben ihm vier dicke und hohe Mauern mit einem einzigen Zugang; in der Mekka zugewandten Ecke verzieren Teppiche und eine goldene Holzarkade Minbar und Mihrab. Dies muss die älteste Moschee von Elbasan sein, der Ort, an dem der erste Imam, am Abend der Eroberung, den ersten Gebetsruf an Allah aussprach. Noch immer versammeln sich hier den ganzen Sommer, an Ramadan und Bayram die Muslime.“

Die – verbliebenen – Zypressen des Namazgjah wurden wiederholt von westlichen Besuchern gemalt und skizziert. Bekannt ist das Ölgemälde von Ludwig Hesshaimer, das er während des Ersten Weltkriegs erstellt hatte. Aus der gleichen Zeit stammt ein Bild von Leopold Forstner. Bereits Edward Lear hatte die Zypressen auf seiner Reise in den 1840er Jahren skizziert. Die Zypressen wurden Ende der 1970er Jahre gefällt.
Der Ort wurde im Jahr 1980 zum Kulturdenkmal erklärt, was die Zerstörung aber nicht verhindern konnte. Heute bezeichnen die Bewohner von Elbasan noch einen Stadtteil im Zentrum als Namazgjaja. Der eigentliche Platz ist nur noch in Andeutungen erhalten, an der Stelle befindet sich gegenwärtig ein Busbahnhof.
In der Nähe wurden kürzlich Reste einer osmanischen Burganlage gefunden, die älter ist als die erhaltene Festung.